# Цымбалюк, Юрий (фигурист)
Юрий Цымбалюк — фигурист из СССР, бронзовый призёр чемпионата СССР 1989 года в мужском одиночном катании. Мастер спорта СССР. Представлял ДСО «Спартак» (Одесса).
В 1984 году занял третье место на чемпионате СССР среди юниоров. Трижды был бронзовым призёром чемпионатов мира среди юниоров (1986—1988 годов). В 1988 году занял второе место на турнире на призы газеты «Московские новости».